# Солонина

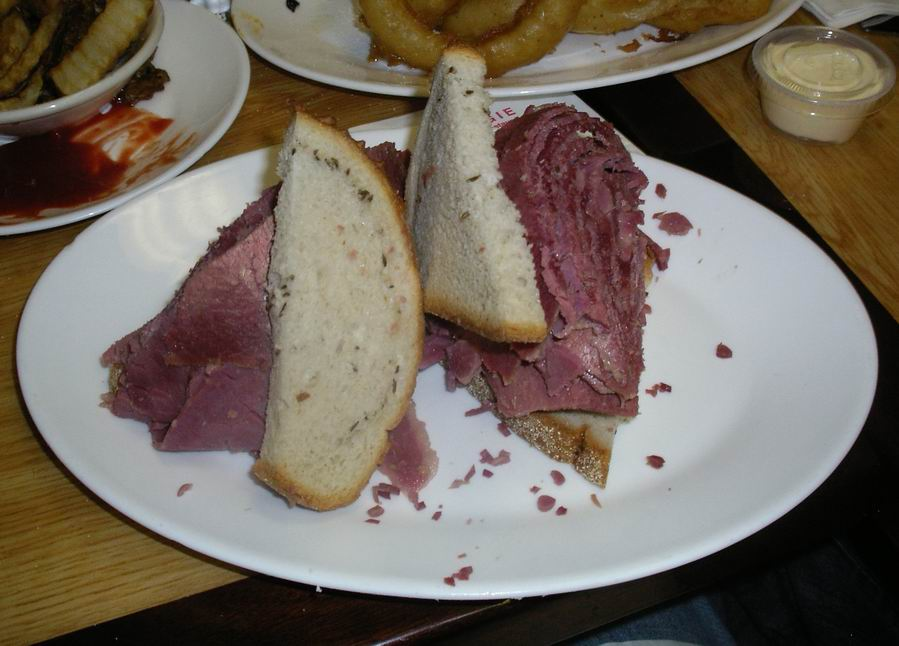
Бутерброд с солониной

Солони́на — мясной продукт, полученный путём длительного выдерживания мяса в поваренной соли. Процесс получения солонины называется посолом.
Исторически посол мяса использовался как способ его длительного хранения при положительных температурах. С появлением современных методов хранения скоропортящихся продуктов (холодильники и морозильные камеры) потерял свою актуальность: большие заготовки солонины не всегда хорошо сохранялись.